# Love Hurts Tour
Love Hurts Tour – trzecia solowa trasa koncertowa amerykańskiej piosenkarki Cher, promująca jej dwudziesty pierwszy album Love Hurts oraz ścieżkę dźwiękową do filmu Syreny. Trasa prowadziła przez Amerykę Północną oraz Europę.

## Historia
Zachęcona sukcesem wydawnictwa muzycznego Love Hurts oraz europejskim singlem „The Shoop Shoop Song (It’s in His Kiss)", Cher sześciokrotnie wystąpiła na scenie w Atlantic City oraz Las Vegas, co zostało uznane za zapowiedź nowej trasy koncertowej. W tym czasie kilkukrotnie wystąpiła w programach telewizyjnych, promując nowy album. Cher intensywnie koncertowała w Europie, pozostawiając sobie możliwość występu w Stanach Zjednoczonych w zaledwie trzech miastach. Europejska część trasy początkowo miała rozpocząć się w marcu 1991, jednakże została przełożona na kwiecień tego samego roku z powodu choroby artystki. Podczas wywiadu Cher przeprosiła swoich odbiorców, stwierdzając:"Jestem bardzo rozczarowana tym, że musieliśmy przełożyć występy i przepraszam wszystkich moich fanów, którzy kupili bilety”.
W porównaniu z poprzednią trasą koncertową Heart of Stone, program występów był mniej skomplikowany, jednakże wzbudzał większe emocje ze względu na użyte stroje oraz wykorzystane symbole religijne. Na środku sceny znajdowało się duże wyschnięte drzewo z gałęziami rozprzestrzeniającymi się na całą platformę sceniczną. Były tam również ceglane kolumny opatrzone symbolami religijnymi: przebity wąż, stylizowana ryba, którą pierwsi Chrześcijanie rysowali w katakumbach, krzyż, a także serce ex-voto, które pojawiło się na okładce albumu Heart of Stone. Po prawej stronie w powietrzu wisiał czarny nagi anioł ze złotymi skrzydłami.
Trasa koncertowa miała charakter rockowy, co oznacza, że wiele jej popularnych utworów zostało pominiętych. W zamian Cher wykonała inne utwory: "Many Rivers to Cross", "Fire" oraz "Love is a Battlefield".

### Stroje sceniczne
Projektant Bob Mackie stworzył dziewięć unikalnych strojów specjalnie na trasę koncertową „Love Hurts", jednak Cher częściowo zdecydowała się na kostiumy, które miała na sobie podczas poprzednich tras koncertowych lub wystąpień publicznych. Podczas wykonywania utworów "We All Sleep Alone" oraz "I Found Someone" miała na sobie czarny kostium z dziurami, licznymi cekinami, a na głowę założyła perukę z czarnymi, kręconymi włosami. W czasie wykonywania pierwszej piosenki założyła jeszcze czarną, skórzaną kurtkę. Ten sam kostium został wykorzystany w teledysku do utworu "I Found Someone", gdzie Cher śpiewa na tle zespołu muzycznego. Wykonując utwór "After All" artystka miała na sobie futrzany płaszcz Królowej Lodu z cekinowymi wzorami i szpiczastym kapeluszem. Sukienka, w której Cher wystąpiła podczas rozdania nagród Akademii Filmowej w 1988, była podobna do tej, w której wykonywała utwór "Many Rivers to Cross".
Pozostałe kostiumy były prezentowane tylko na tej trasie. Przez pierwszą część koncertu Cher miała na sobie garnitur, z czego górna część zawsze była rozpięta, aby pokazać koronkowy top z długimi i przezroczystymi rękawami. Podczas tego występu miała na głowie czerwoną perukę z kręconymi włosami, a na szyi dużo naszyjników z pereł. W kolejnej części koncertu, kiedy wykonywała utwory "Love and Understanding" i "Save Up All Your Tears", wystąpiła w koronkowej sukience oraz czarnej peruce. W następnej części wystąpiła w gorsecie bondage, czarnych butach oraz czarnych spodniach. Używała również czarnej kręconej peruki, a czasem słomkowego kapelusza. Podczas wykonywania utworu "Love Is a Battlefield" miała na sobie sukienkę w stylu rzymskiego żołnierza.

## Lista utworów
Źródło:
1. „I Still Haven’t Found What I’m Looking For"
2. „Bye Bye Baby"
3. „We All Sleep Alone"
4. „I Found Someone"
5. „Love and Understanding"
6. „Save Up All Your Tears""
7. „After All"
8. „Many Rivers to Cross"
9. „Fire"
10. „Just Like Jesse James"
11. „Love Is a Battlefield"
12. „If I Could Turn Back Time"

Bis:
13. „Love Hurts"
14. „The Shoop Shoop Song (It’s in His Kiss)"
| Szczegóły |
| --- |
| - Występując w Paryżu Cher wykonała utwory "Love on a Rooftop" and "You Make My Dreams". - Występując w Londynie Cher wykonała utwór "Fires of Eden" w miejsce "Bye Bye Baby". Z listy utworów zostało usunięte "Could've Been You". - Podczas amerykańskiej części trasy koncertowej Cher śpiewała przebój "The Way of Love" zamiast utworu "Many Rivers to Cross". Podczas niektórych występów wykonała "One Night” Elvisa Presleya w miejsce "Bye Bye Baby". |

## Lista koncertów
| Data                 | Miasto        | Kraj                    | Miejsce                                    | Frekwencja      | Przychód ($) |
| -------------------- | ------------- | ----------------------- | ------------------------------------------ | --------------- | ------------ |
| Ameryka Północna     |               |                         |                                            |                 |              |
| 25 października 1991 | Atlantic City | Stany Zjednoczone       | Sands Hotel                                | Brak danych     | Brak danych  |
| 26 października 1991 | Atlantic City | Stany Zjednoczone       | Sands Hotel                                | Brak danych     | Brak danych  |
| 27 października 1991 | Atlantic City | Stany Zjednoczone       | Sands Hotel                                | Brak danych     | Brak danych  |
| 1 listopada 1991     | Atlantic City | Stany Zjednoczone       | Sands Hotel                                | Brak danych     | Brak danych  |
| 2 listopada 1991     | Atlantic City | Stany Zjednoczone       | Sands Hotel                                | Brak danych     | Brak danych  |
| 3 listopada 1991     | Atlantic City | Stany Zjednoczone       | Sands Hotel                                | Brak danych     | Brak danych  |
| 27 lutego 1992       | Las Vegas     | Stany Zjednoczone       | Siegfried & Roy Theatre                    | Brak danych     | Brak danych  |
| 28 lutego 1992       | Las Vegas     | Stany Zjednoczone       | Siegfried & Roy Theatre                    | Brak danych     | Brak danych  |
| 29 lutego 1992       | Las Vegas     | Stany Zjednoczone       | Siegfried & Roy Theatre                    | Brak danych     | Brak danych  |
| 1 marca 1992         | Las Vegas     | Stany Zjednoczone       | Siegfried & Roy Theatre                    | Brak danych     | Brak danych  |
| 2 marca 1992         | Las Vegas     | Stany Zjednoczone       | Siegfried & Roy Theatre                    | Brak danych     | Brak danych  |
| 3 marca 1992         | Las Vegas     | Stany Zjednoczone       | Siegfried & Roy Theatre                    | Brak danych     | Brak danych  |
| Europa               |               |                         |                                            |                 |              |
| 15 kwietnia 1992     | Berlin        | Niemcy                  | Deutschlandhalle                           | Brak danych     | Brak danych  |
| 20 kwietnia 1992     | Hamburg       | Alsterdorfer Sporthalle |                                            | Brak danych     | Brak danych  |
| 24 kwietnia 1992     | Paryż         | Francja                 | Zénith de Paris                            | Brak danych     | Brak danych  |
| 1 maja 1992          | Glasgow       | Wielka Brytania         | Scottish Exhibition and Conference Centre  | Brak danych     | Brak danych  |
| 3 maja 1992          | Birmingham    | Wielka Brytania         | NEC Arena                                  | Brak danych     | Brak danych  |
| 4 maja 1992          | Birmingham    | Wielka Brytania         | NEC Arena                                  | Brak danych     | Brak danych  |
| 6 maja 1992          | Londyn        | Wielka Brytania         | Wembley Arena                              | Brak danych     | Brak danych  |
| 7 maja 1992          | Londyn        | Wielka Brytania         | Wembley Arena                              | Brak danych     | Brak danych  |
| 9 maja 1992          | Bruksela      | Belgia                  | Forest National                            | Brak danych     | Brak danych  |
| 10 maja 1992         | Düsseldorf    | Niemcy                  | Philips Halle                              | Brak danych     | Brak danych  |
| 11 maja 1992         | Frankfurt     | Niemcy                  | Festhalle Frankfurt                        | Brak danych     | Brak danych  |
| 14 maja 1992         | Zurych        | Szwajcaria              | Hallenstadion                              | Brak danych     | Brak danych  |
| 16 maja 1992         | Kopenhaga     | Dania                   | Tivoli Concert Hall                        | Brak danych     | Brak danych  |
| 18 maja 1992         | Sztokholm     | Szwecja                 | Stockholm Globe Arena                      | Brak danych     | Brak danych  |
| 19 maja 1992         | Göteborg      | Szwecja                 | Scandinavium                               | Brak danych     | Brak danych  |
| 27 maja 1992         | Frankfurt     | Niemcy                  | Music-Hall                                 | Brak danych     | Brak danych  |
| Ameryka Północna     |               |                         |                                            |                 |              |
| 11 czerwca 1992      | Las Vegas     | Stany Zjednoczone       | Siegfried & Roy Theatre                    | Brak danych     | Brak danych  |
| 12 czerwca 1992      | Las Vegas     | Stany Zjednoczone       | Siegfried & Roy Theatre                    | Brak danych     | Brak danych  |
| 13 czerwca 1992      | Las Vegas     | Stany Zjednoczone       | Siegfried & Roy Theatre                    | Brak danych     | Brak danych  |
| 14 czerwca 1992      | Las Vegas     | Stany Zjednoczone       | Siegfried & Roy Theatre                    | Brak danych     | Brak danych  |
| 15 czerwca 1992      | Las Vegas     | Stany Zjednoczone       | Siegfried & Roy Theatre                    | Brak danych     | Brak danych  |
| 16 czerwca 1992      | Las Vegas     | Stany Zjednoczone       | Siegfried & Roy Theatre                    | Brak danych     | Brak danych  |
| 23 października 1992 | Atlantic City | Stany Zjednoczone       | Copa Room                                  | Brak danych     | Brak danych  |
| 24 października 1992 | Atlantic City | Stany Zjednoczone       | Copa Room                                  | Brak danych     | Brak danych  |
| 25 października 1992 | Atlantic City | Stany Zjednoczone       | Copa Room                                  | Brak danych     | Brak danych  |
| 27 października 1992 | Nowy Jork     | Stany Zjednoczone       | Paramount Theatre at Madison Square Garden | 26 040 / 26 995 | 1 068 078    |
| 28 października 1992 | Nowy Jork     | Stany Zjednoczone       | Paramount Theatre at Madison Square Garden | 26 040 / 26 995 | 1 068 078    |
| 30 października 1992 | Nowy Jork     | Stany Zjednoczone       | Paramount Theatre at Madison Square Garden | 26 040 / 26 995 | 1 068 078    |
| 31 października 1992 | Nowy Jork     | Stany Zjednoczone       | Paramount Theatre at Madison Square Garden | 26 040 / 26 995 | 1 068 078    |
| 1 listopada 1992     | Nowy Jork     | Stany Zjednoczone       | Paramount Theatre at Madison Square Garden | 26 040 / 26 995 | 1 068 078    |

## Koncerty odwołane lub przeniesione
| Data                           | Miasto        | Kraj              | Miejsce                                    | Przyczyna |
| ------------------------------ | ------------- | ----------------- | ------------------------------------------ | --- |
| 5 kwietnia 1992                | Nowy Jork     | Stany Zjednoczone | Paramount Theatre at Madison Square Garden | Odwołane / choroba |
| 21 marca 1992                  | Kopenhaga     | Dania             | Falcon Theatre                             | Przeniesione na 16 maja 1992                                                                                                   |
| 23 marca 1992                  | Sztokholm     | Szwecja           | Stockholm Globe Arena                      | Przeniesione na 18 maja 1992                                                                                                   |
| 25 marca 1992                  | Göteborg      | Szwecja           | Scandinavium                               | Przeniesione na 19 maja 1992                                                                                                   |
| 26 marca 1992                  | Oslo          | Norwegia          | Oslo Spektrum                              | Odwołane / choroba |
| 28 marca 1992                  | Bruksela      | Belgia            | Forest National                            | Przeniesione na 9 maja 1992 |
| 30 marca 1992                  | Wiedeń        | Austria           | Wiener Stadthalle                          | Odwołane / choroba |
| 1 kwietnia 1992                | Frankfurt     | Niemcy            | Festhalle Frankfurt                        | Przeniesione na 11 maja 1992                                                                                                   |
| 2 kwietnia 1992                | Kolonia       | Niemcy            | Köln Sporthalle                            | Odwołane / choroba |
| 3 kwietnia 1992                | Monachium     | Niemcy            | Olympiahalle                               | Odwołane / choroba |
| 5 kwietnia 1992                | Mannheim      | Niemcy            | Maimarkthalle                              | Odwołane / choroba |
| 7 kwietnia 1992                | Berno         | Szwajcaria        | Festhalle Bern                             | Odwołane / choroba |
| 9 kwietnia1992                 | Paryż         | Francja           | Zénith de Paris                            | Przeniesione na 24 kwietnia 1992                                                                                               |
| 12 kwietnia 1992               | Düsseldorf    | Niemcy            | Philips Halle                              | Przeniesione na 10 maja 1992                                                                                                   |
| 15 kwietnia 1992               | Berlin        | Niemcy            | Deutschlandhalle                           | Przeniesione na 15 kwietnia 1992                                                                                               |
| 16 kwietnia 1992               | Hamburg       | Niemcy            | Alsterdorfer Sporthalle                    | Przeniesione na 20 kwietnia 1992                                                                                               |
| 18 kwietnia 1992               | Rotterdam     | Holandia          | Rotterdam Ahoy                             | Odwołane / choroba |
| 21 kwietnia 1992               | Belfast       | Irlandia Północna | King’s Hall                                | Odwołane / choroba |
| 22 kwietnia 1992               | Dublin        | Irlandia          | Point Theatre                              | Odwołane / choroba |
| 30 kwietnia 1992               | Glasgow       | Wielka Brytania   | Scotland Exhibition and Conference Centre  | Odwołane / choroba |
| 27-30 maja 1992                | Nowy Jork     | Stany Zjednoczone | Paramount Theatre at Madison Square Garden | Pierwotnie przeniesione na 30-31 maja oraz 4-6 czerwca 1992, a następnie przeniesione na 27-31 października i 1 listopada 1992 |
| 18-20, 25-27 października 1992 | Atlantic City | Stany Zjednoczone | Copa Room                                  | Przeniesione 23-25 listopada 1992                                                                                              |